# Bolesław Lutyk
Bolesław Lutyk (lit. Boleslovas Liutikas; ur. 1884 w Żeranach k. Szawli, zm. 1970 w Mendozie) – litewski działacz polonijny, poseł na Sejm w latach 1923–1927.

## Życiorys
Naukę rozpoczął w polskojęzycznym gimnazjum w Szawlach, a kontynuował w Moskwie i Omsku. W latach 1903–1905 studiował na UW, z którego został usunięty za działalność w ruchu socjalistycznym. W 1911 ukończył Politechnikę Lwowską, po czym praktykował jako inżynier w hutach guberni charkowskiej. 
W 1919 powrócił na Litwę, gdzie objął dozór nad rodzinnym gospodarstwem. W latach 1920–1924 przewodniczył Związkowi Producentów Rolnych Litwy. 
Zaangażowany w działalność na rzecz praw polskiej mniejszości sprawował mandat posła do Sejmu Republiki Litewskiej II i III kadencji (1923–1927) zasiadając w Kole Polskim. 
W 1944 w obliczu zbliżających się wojsk radzieckich wyjechał na Zachód, najpierw do Austrii, Włoch i Wielkiej Brytanii, by ostatecznie osiąść w Argentynie, gdzie zmarł i został pochowany. 